# Agnes Nixon
Agnes Nixon, conocida como Agnes Eckhardt ( Chicago,10 de diciembre de 1922 - Haverford,28 de septiembre de 2016), fue una guionista y productora de televisión estadounidense. Estudió en la Universidad de Northwestern, donde fue miembro de la hermandad de mujeres Alpha Chi Omega. Fue la creadora de guiones para seriales televisivos como One Life to Live y All My Children, ambos emitidos por la American Broadcasting Company (ABC). Fue la productora ejecutiva y consultora de producción para One Life to Live desde 1968 hasta 1975, y para All My Children desde 1970 hasta 1981.
Nixon continuó escribiendo All My Children con Wisner Washam hasta 1983, y con Lorraine Broderick desde 1988 hasta 1992. También ha trabajado como consultora recurrente en el programa. Desde 1970 hasta 1989, cada episodio de All My Children fue escrito por ella o sus mentores, Washam y Broderick. Asumió responsabilidades en One Life to Live a partir de 1975, aunque su participación en el programa ha sido más limitada posteriormente. Se la conoce como la "Reina" de la época moderna de seriales televisivos. Sus creaciones y su escritura han tenido el mayor efecto en audiencias estadounidenses, siendo superada solamente por su mentora, Irna Phillips.

## Legado en escritura de guiones

### Procter and Gamble
Nixon comenzó su carrera trabajando para Irna Phillips en series radiofónicas, como Woman in White. Su otro mentor en esa época fue William J. Bell, que también se convirtió en un guionista para programas diurnos por derecho propio, creando y produciendo las series The Young and the Restless y The Bold and the Beautiful para el Columbia Broadcasting System (CBS).
Bajo la tutela de Phillips, fue una escritora en As the World Turns, y era el guionista jefe para programas como Search for Tomorrow, Guiding Light, y más notablemente, Another World, donde creó al personaje de Rachel Davis Cory (más tarde conocida como Rachel Cory Hutchins), que fue un prototipo temprano de una de sus creaciones más duraderas, Erica Kane.
Mientras trabajaba en “Guiding Light”, empezó a escribir los primeros guiones para series de televisión de temática médica. Una amiga de Nixon había muerto de cáncer cervical, y ella quería hacer algo para concienciar a otras mujeres sobre someterse una prueba de Papanicolaou. Esto se reflejó en el guion de “Guiding Light”, donde el personaje principal, Bert Bauer, tiene un susto al sospechar que padece cáncer. Este guion fue emitido en 1962, por lo que Nixon tuvo algunas dificultades para hacerlo aceptable para su difusión al público general. No podía usar los términos "cáncer," "útero" o "prueba de Papanicolaou." Gracias a ello, y después de este guion, el número de mujeres que se sometieron a una prueba de Papanicolaou aumentó drásticamente. En 2002, recibió un premio especial de Sentinel for Health para su trabajo en Guiding Light.
Cuando dejó su trabajo en Another World, dejó la tutela de Phillips, debido a las restricciones del patrocinador, Procter & Gamble, comenzó a crear sus propios programas.

### One Life to Live
A mediados de la década de 1960, Nixon creó la "biblia" para lo que se convertiría en All My Children. Los ejecutivos de ABC inicialmente rechazaron el programa, debido a cuestiones contractuales con Lever Brothers, que patrocinó un programa que luego All My Children reemplazaría en su franja horaria. Se le pidió que creara un programa que reflejara un tono más "contemporáneo"; esa creación fue One Life to Live. Nixon, cansada de las restricciones impuestas por la necesidad de evitar temas controvertidos en los dramas diurnos, presentó a la cadena una premisa sorprendentemente original y un nuevo elenco de personajes. Aunque el programa estaba construido según la fórmula clásica de las series televisivas, incluía a una familia rica y una familia pobre, así One Life to Live hizo hincapié en la diversidad étnica y socioeconómica de los habitantes de Llanview, un suburbio de Filadelfia, Pensilvania.
One Life to Live, que se estrenó en 1968, inicialmente reflejó algunos de los cambios en las estructuras y actitudes sociales. Los primeros años del programa fueron ricos en argumentos sobre personajes judíos y familias estadounidenses con orígenes polacos, así como los primeros personajes principales afroamericanos, Carla Gray (Ellen Holly) y Ed Hall (Al Freeman, Jr.). El argumento de Gray, por ejemplo, le hizo concebir un personaje que se hacía pasar como mujer blanca y que luego encarnó el orgullo de ser negro, con varios intereses amorosos, en hombres tanto blancos como negros, para antagonizar racistas. One Life to Live ha sido llamado "el serial televisivo más peculiarmente americano: el primer serial que presentó una gran variedad de tipos étnicos, un amplio extenso de situaciones cómicas, un énfasis constante en las cuestiones sociales, y un elenco de personajes masculinos con fuerza."
En el 21 y 22 de julio de 2008, Nixon apareció en One Life to Live para su aniversario cuadragésimo, interpretando la observadora "Agnes" en un argumento que cuenta con un personaje original llamada Victoria Lord (Erika Slezak) visitando el paraíso.

### All My Children
Con el éxito de One Life to Live, a Nixon se le dio la luz verde para All My Children, que comenzó como un serial de media hora, en 1970.
El programa fue un éxito desde su inicio, combinando su estudio de los enfrentamientos sociales con talentos de actuación, incluyendo Ruth Warrick y Rosemary Prinz. Nixon dirigió el equipo de redacción por más de una década, hasta 1983.
Es en All My Children que Nixon tuvo el mayor impacto; su larga trayectoria como guionista ayudó en formar la serie y sus personajes. El volver a presentarse dio pie a la aparición de muchos problemas sociales en sus tramas, incluyendo el movimiento antiguerra, la homosexualidad, la epidemia del sida, y el primer aborto en la televisión estadounidense, (por el personaje Erica Kane). La trama del aborto fue efectivamente deshecha en 2006 por Megan McTavish, entonces el guionista jefe, con la revelación de que el feto no nacido de Erica fue trasplantado secretamente a un sustituto y que acabó naciendo, mediante un procedimiento que es médicamente imposible.
All My Children fue un programa de media hora durante los primeros siete años de su existencia, y prácticamente ninguno de esos episodios existen. ABC borró las cintas de los primeros episodios porque las cintas podrían ser reutilizados. Cuando ABC le dijo a Nixon que quería ampliar el programa a una hora en 1975, se resistía a causa de sus propias preocupaciones sobre creatividad y calidad, pero más tarde accedió a condición de que las cintas de la serie fuesen archivados y conservados por la cadena. Los episodios comenzaron a ser preservados en 1976, mientras que All My Children amplió a una hora de duración, el 25 de abril de 1977.
En 1992, los ejecutivos de ABC decidieron que All My Children necesitaba sangre nueva, y promovió a otro protegido de Nixon, Megan McTavish, a la posición de guionista jefe (Nixon continuó participando con el programa, pero quería dar un paso atrás desde la tarea agotadora de ser guionista jefe). McTavish realizó algunos cambios importantes al reescribir los argumentos más importantes, sobre todo cuando el programa debutó en 1970, el padre de Erica Kane (Susan Lucci) había simplemente abandonado a su esposa, Mona (Frances Heflin), para estar con otra mujer. McTavish cambió el argumento así que Erica había sido violada por un amigo de su padre y tuvo un hijo, Kendall Hart (originalmente interpretada por Sarah Michelle Gellar, pero actualmente interpretada por Alicia Minshew). McTavish fue despedida a principios de 1995 y Lorraine Broderick regresó como guionista jefe, trabajando junto a Nixon, en un intento de regresar la serie a su relevancia social. Broderick, con Nixon a su lado, pasó a aceptar tres premios consecutivos por el mejor equipo de guiones en la ceremonia Daytime Emmy. Sin embargo, a finales de 1997, ABC abruptamente decidió recontratar McTavish. Este movimiento llevó a Nixon a dar un paso atrás en su papel como consultora de argumentos.
A principios de 1999, McTavish fue despedida por segunda vez y Nixon se le pidió a tomar las riendas de ser guionista jefe de All My Children. Nixon era consciente de que esto podría ser su última gran temporada como guionista principal de la televisión diurna, deseando dejar su impronta en la televisión Nixon se reafirmó en la idea de que sus guiones se ocuparan de importantes cuestiones sociales y decidió cambiar el paisaje de la serie para hacer que un personaje importante "saliese del armario" (aunque el programa tuvo personajes homosexuales en el pasado, siempre habían sido actores). En 2000, la hija de Erica, Bianca Montgomery (Eden Riegel), regresó a Pine Valley con un secreto, y durante meses el público vio al personaje tratando de ocultar la revelación (su sexualidad) a todos a su alrededor. Se reveló, finalmente, que el personaje era lesbiana. Aunque esto inicialmente chocó con la crítica, renovó el interés en el programa y Eden Riegel ganó muchos adeptos. Este argumento llevó All My Children a obtener un premio Arios, un GLAAD Media Award y una nominación para un Premio Daytime Emmy por la Mejor Serie Dramática.
El 5 de enero de 2005, Nixon apareció en pantalla para celebrar el aniversario 35.º de All My Children, interpretando "Agnes Eckhardt" (el nombre de soltera de Nixon). El personaje se presentó como una miembro de la junta de Pine Valley Hospital por muchos años. El episodio incluyó varios chistes sobre el trabajo detrás de escena del programa. Por ejemplo, mientras que Agnes estaba hablando, Opal Cortlandt (Jill Larson) dijo: "Dada la forma en que está hablando, podría pensar que construyó la ciudad con sus propias manos." Verla Grubbs (Carol Burnett) habló una línea de diálogo con Bianca Montgomery en la que confirmó: "¡He seguido su historia desde el principio!" (Carol Burnett admite haber vista la serie desde su debut en 1970). Este episodio también fue muy significativo, ya que fue la última aparición en pantalla de Ruth Warrick, una de las miembros del elenco original, antes de su muerte diez días más tarde; Nixon apareció en un servicio conmemorativo en pantalla para el personaje de Phoebe Warrick en mayo de 2005.
En 2003, apareció en un episodio de Biography en A&E Network que cubró All My Children. El 12 de noviembre de 2008, apareció en el episodio 10,000 de All My Children como "Aggie," el fantasma de la mujer que empezó Pine Valley en 1870. Llevaba un gran libro titulado "All My Children" y conocía las historias de todos los personajes, mencionando a sus queridos amigos Myrtle Fargate y Palmer Cortlandt. El propósito de su visita fue para asegurar las residentes traumatizadas de la ciudad, así que Pine Valley podría levantarse de las cenizas después de que una serie de tornados causó muerte y devastación. Al final del episodio, Erica dijo: "Vamos a aumentar a partir de esto aún más fuerte, el grande y el menos, seguido por "Los ricos y los pobres" de Adam, "Los débiles y los fuertes" de Jesse, "En la alegría y en la tristeza" de Tad, y "En la tragedia y el triunfo" de Joe. Al final del discurso, Aggie dijo a los personajes, "Vosotros todos sois mis hijos," y lanzó un beso a los espectadores.
El 19 de diciembre de 2008, Nixon apareció en All My Children cuando rindió homenaje a Myrtle Fargate, una residente de largo tiempo interpretada por Eileen Herlie, que murió el 8 de octubre de 2008. Como los personajes más cercanos a Myrtle celebra su vida en una habitación decorada como un carnaval. Agnes Nixon entró y lanzó un beso hacia retrato de Myrtle.
Nixon predijo que repetiría el personaje de "Agnes Eckhardt" alguna vez durante las últimas semanas de la serie, antes de que el programa se trasladara al formato en línea.

### Loving/The City
En 1983, Nixon comenzó una nueva serie llamada Loving, que creó con Douglas Marland. El programa de media hora debutó en ABC en junio de ese año y se estableció en la ciudad ficticia de Corinth, Pensilvania. Descrito como un "serial clásico para los años 1980," nunca fue capaz de ganar un equilibrio en un horario diurno atestado, y se terminó en 1995. Nixon le dio el crédito como cocreador para una serie de continuación, The City y permaneció como consultor creativo hasta su cancelación en 1997 debido a la baja audiencia. The City vinculó con Loving en el último lugar en la clasificación durante su primer año y terminó en segundo lugar al último durante su segundo, terminando un poco antes de la serie debutando Sunset Beach.

## Premios y reconocimiento
En 1981, recibió el "Trustees Award for Continued Excellence" de la National Academy for Television Arts and Sciences, y en 1994, fue instalada en el "Soap Opera Hall of Fame" en un restaurante Planet Hollywood. Ha recibido el Premio Primetime Emmy por el Mejor Logro en un Drama Diurno para One Life to Live, compartiendo el premio con Doris Quinlan. Fue anunciado en mayo de 2010 que Nixon recibiría el Premio de Trayectoria de la National Academy of Television Arts and Sciences durante la ceremonia de los Premios Daytime Emmy el siguiente mes.

## Orientación sobre las historias deAll My Children
Además de sus términos como guionista jefe, Nixon también ha servida como la Executive Story Consultant (Consultora Ejecutiva de Argumentos) con otros guionistas jefes de All My Children a lo largo de su existencia:
- con Wisner Washam desde 1983 hasta 1987
- con Lorraine Broderick desde 1987 hasta 1989
- con Margaret DePriest desde marzo de 1989 hasta diciembre del mismo
- con Megan McTavish desde 1992 hasta 1995
- con Lorraine Broderick desde junio de 1995 hasta diciembre de 1997